# 寛庭夫人
寛庭夫人（かんていふじん、生年不詳 -永禄6年11月9日（1563年11月24日））は、戦国時代の女性。

## 親族
父は薩州家島津成久。母は豊州家島津忠廉の娘。相州家島津忠良の正室。子は島津御南（肝付兼続室）、島津御隅（樺山善久室）、島津貴久、島津忠将、島津にし（種子島時堯室、後に肝付兼盛室）。兄に島津忠興がいる。

## 生涯
相州家当主の島津忠良に嫁ぐ。永正8年（1511年）、島津御南と島津御隅を生む。永正11年（1514年）、島津貴久を生む。永正17年（1520年）、島津忠将を生む。島津にしを生んだ時期は不明。
夫の忠良が島津本家の家督を巡って実家の薩州家と対立する際には迷うことなく夫の忠良について甥の島津実久を非難したという剛毅な女性だった。
永禄6年（1563年）、死去。戒名「寛庭芳宥大姉」。